# Sigrid Horne-Rasmussen
Sigrid Horne-Rasmussen, född 22 september 1915 i Hellerup, död 24 april 1982, var en dansk skådespelare.

## Filmografi (urval)
- 1942 – Urspårad (Afsporet)
- 1952 – Drömsemester
- 1966 – Jag – en älskare
- 1966 – Svält
- 1968 – Jag – en kvinna 2
- 1971 – Det tänder på sängkanten
- 1972 – Takt och ton i himmelsängen
- 1973 – I jungfruns tecken
- 1974 – I oxens tecken
- 1976 – I lejonets tecken